# Paradoja de encorchetamiento
La paradoja de encorchetamiento es un fenómeno morfológico que se da cuando una lengua tiene diferentes marcas morfológicas, que incluyen tanto sufijos como prefijos, y estos elementos interactúan de manera contradictoria. Es decir, hay palabras con una estructura determinada, pero las normas de la sintaxis y/o de la semántica dicen que necesitamos otra.
La paradoja de encorchetamiento se da, principalmente, a causa de los sufijos transpositores. Los sufijos transpositores hacen la metábasis, que es un cambio de categoría gramatical en la que los elementos cambian de una clase léxica a otra y opera, principalmente, en los sufijos. Por tanto, como hacen metábasis, no tienen contenido semántico propio, solo tiene significado gramatical. 
La paradoja de encorchetamiento, por ende, se produce cuando un sufijo o prefijo se unen a un mismo lexema de manera que el orden en el que lo hacen contradice las reglas gramaticales y esto puede dar lugar a distintas interpretaciones. 
Por ejemplo, en español, el sufijo "-ero" se usa para formar sustantivos a partir de adjetivos o verbos. Por ejemplo, "pan" (pan) se convierte en "panadero" (panadero). Sin embargo, cuando se agrega el sufijo "-ero" al adjetivo "ligero" (ligero), la palabra resultante es "ligero" (no "ligerero"), lo que parece contradecir la regla. 